# Patrick Oaten
Patrick « Pat » Oaten (né à Madrid) est un joueur international puis entraîneur canadien de water-polo.
De 1997 à 2003, il entraîne l'équipe nationale féminine junior du Canada avant d’être nommé à la tête de l’équipe féminine senior. À ce titre, en septembre 2005, il est à l’origine d’une proposition qui conduit à la création de ligues dont la première, la Ligue sélecte canadienne, vise la préparation des joueuses au niveau des compétitions internationales. En mai 2012, il est promu « directeur de l’excellence » de l’équipe nationale féminine.
Il est également entraîneur en chef du club québécois Dollard Water Polo Club.
Il est récipiendaire, en 2004, de la Médaille de l'Assemblée nationale.

## Palmarès comme entraîneur
Avec l'équipe féminine du Canada junior :
- médaille d’or aux championnats du monde junior de 2003[6].

Avec l’équipe féminine du Canada :
- médaille d’argent aux Jeux panaméricains de 2003,
- médaille d’argent aux Jeux panaméricains de 2007,
- médaille d’argent à la Ligue mondiale de 2009[6],
- médaille d’argent au championnat du monde de 2009[6],
- médaille d’argent aux Jeux panaméricains de 2011.